# Račín
Račín település Csehországban, a Žďár nad Sázavou-i járásban. Račín Radostín, Žďár nad Sázavou, Polnička, Vepřová, Velká Losenice és Sázava településekkel határos. Lakosainak száma 143 fő (2024. január 1.).

## Népesség
A település lakosságának változását az alábbi diagram mutatja:
| Lakosok száma | 194  | 165  | 150  | 116  | 114  | 87   | 128  | 127  | 136  | 143  |
|               | 1869 | 1890 | 1921 | 1950 | 1980 | 2001 | 2017 | 2019 | 2022 | 2024 |